# Das Phantom der Oper (1998)
Das Phantom der Oper (Originaltitel: Il fantasma dell'opera) ist ein italienisch-ungarischer Horrorfilm aus dem Jahr 1998, der auf Gaston Lerouxs Roman Das Phantom der Oper basiert, jedoch in Bezug auf Inhalt und Personenbeschreibung größere Abweichungen aufweist. Die Titelrolle spielte Julian Sands, Regie führte Dario Argento.

## Handlung
In einer Gewitternacht wird ein Kleinkind von einem jungen Pärchen in der Seine ausgesetzt. Das Körbchen wird von der Strömung in ein höhlenartiges Gewölbe (die Höhlen von Pertosa) unter der Pariser Oper, wo es von Ratten wimmelt, bis zu einem unterirdischen See gespült.  

Jahre später geht in der Oper das Gerücht um, im Haus spuke es, denn das ausgesetzte Kind wurde von den Ratten gerettet und großgezogen und betrachtet die Katakomben der Oper als sein Reich. Mehrere Bühnenarbeiter, die sich in die labyrinthartigen Gänge verirrten, bezahlten dies mit dem Leben. Der Bühnenmeister Joseph Buquet büßt seine Schwäche für die kleinen Ballett-Mädchen und wird von einem "Phantom" mit langem schwarzem Umhang zerfleischt.

Die junge Sopranistin Christine Daaé studiert in der Oberwelt der Oper die Rolle der Julia als Zweitbesetzung für die Diva Carlotta Altieri ein. Hingerissen von ihrer Schönheit und ihrer Stimme offenbart sich das Phantom in ihrer Garderobe mit dem Versprechen, sie zur größten Sängerin von ganz Paris zu machen.
Christine ist eigentlich mit dem jungen Baron Raoul de Chagny liiert. Angezogen vom geheimnisvoll-düsteren Charisma des Unbekannten, folgt sie ihm in sein Versteck, wo sie einander leidenschaftlich lieben. Raoul ertränkt seinen Liebeskummer in diversen exotischen Drogen und sexuellen Ausschweifungen.

Carlotta, die sich von Drohungen des Phantoms nicht einschüchtern lässt, tritt in der Oper auf. Die Rache des Phantoms folgt unmittelbar. Während ihrer großen Arie lässt es den gewaltigen Kronleuchter ins Publikum stürzen, wodurch mehrere Besucher getötet oder schwer verletzt werden. Die gefährlichen Besitzbestrebungen ihres Liebhabers werden Christine unheimlich und sie bittet Raoul um Beistand. 

Wie vom Phantom versprochen, erhält sie die Hauptrolle. Während ihres Auftritts stürmt der Rattenfänger der Oper auf die Bühne. Das Phantom zwang ihn einst, sich selbst zu verstümmeln. Aus Rache stellt er die Sängerin öffentlich als „Hure des Phantoms“ bloß, da er die beiden heimlich beobachtet hat. Während des ausbrechenden Tumults entführt das Phantom Christine von der Bühne in die Katakomben, dicht gefolgt von Raoul und der inzwischen eingetroffenen Polizei.

Das Phantom bringt seine Geliebte an den unterirdischen See, wo bereits ein Boot wartet. Dort kommt es zu einer Konfrontation zwischen dem Phantom und Raoul. Raoul schießt das Phantom an und Christine gerät in einen Loyalitätskonflikt. Das Phantom erkennt, dass es zwar ihren Körper, nicht aber ihre Liebe besitzen kann und überlässt den beiden das Boot.

Während Raoul die schluchzende Christine in Sicherheit bringt, wird das Phantom nach erbitterter Gegenwehr von den Polizisten niedergeschossen und treibt tot im See.

## Kritiken
- Lexikon des internationalen Films: „Gaston Leroux' klassischer Schauerroman zeigt sich in Dario Argentos Version in ungewöhnlich hermetischer Stilisierung: In einer konsequenten Beschränkung auf Bild- und Dramaturgieformen des späten 19. Jahrhunderts entführt der Film in eine morbide Welt abseits allen Zeitempfindens, in der sich die Geschichte um die junge Sängerin der Pariser Oper und das sie bedrängende Monster aus den Katakomben der Unterwelt entwickelt. Wer einen spannend-gruseligen Film erwartet, wird enttäuscht sein – künstlerisch ist der inszenatorisch schwierige Weg, den der Film einschlägt und der immer noch Raum für ausschweifende Gewaltszenen bietet, indes durchaus beachtlich.“[1]

## DVD-Veröffentlichung
- Dario Argento’s Das Phantom der Oper / 12. Dezember 2001 / Sunfilm Entertainment

## Sonstiges
- Eine der signifikantesten Abweichungen zwischen dem Roman und anderen bisherigen Verfilmungen ist, dass das Phantom in diesem Film weder eine Maske trägt noch irgendeine Form von Verunstaltung aufweist.
- Die Titelrolle des Phantoms sollte ursprünglich von John Malkovich gespielt werden.
- Das Phantom der Oper kann aufgrund der inhaltlichen Übereinstimmungen als eine Neuverfilmung des argentinischen Films El Fantasma de la ópera aus dem Jahr 1960 angesehen werden.
- Für die Liebesszene zwischen dem Phantom und Christine wurde Asia Argento von einem Körper-Double ersetzt.
- Im Juli 2017 wurde die Altersfreigabe in Deutschland von 18 auf 16 Jahre herabgesetzt.[2]